# Pierre Brissaud
Pierre Brissaud (París, 23 de diciembre de 1885 - ibídem, 17 de octubre de 1964) fue un pintor e ilustrador de moda francés.

## Biografía

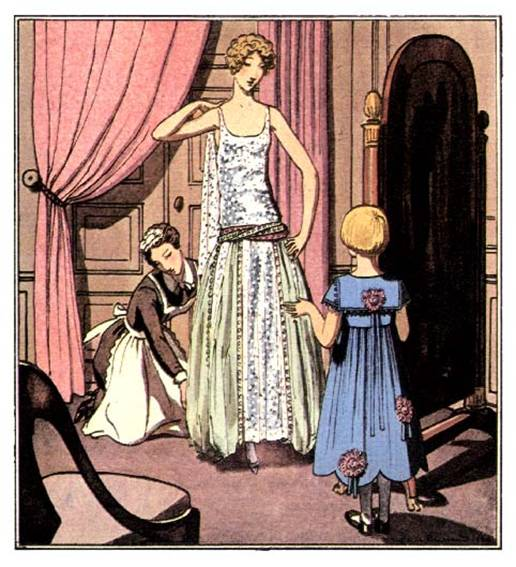
Dos modelos de Jeanne Lanvin, dibujo de Pierre Brissaud (Gazette du Bon Ton, 1922).

Hijo del médico y neurólogo Édouard Brissaud y de Hélène Boutet de Monvel, estudia en la Escuela de Bellas Artes de París, para a continuación formarse en el taller de Fernand Cormon. Su familia lo empuja a estudiar arte, como su hermano Jacques, igualmente pintor. Su tío es el pintor Louis-Maurice Boutet de Monvel.
En 1907, expone por primera vez en el Salón de los independientes y en el Salón de otoño de París. Entró a trabajar en la revista Gazette du Bon Ton en noviembre de 1912 como ilustrador de moda. Dibuja de maravilla las creaciones de Madeleine Chéruit, Jeanne Lanvin o Jacques Doucet y forma parte del Círculo Mortigny, fundado por Dimitri d'Osnobichine en 1908, que agrupa a numerosos artistas y bohemios de la vida parisiense: Paul Poiret, Bernard Boutet de Monvel, Georges Villa, Guy Arnoux, Joë Hamman, Lucien-Victor Guirand de Scevola, Joseph Pinchon, André Warnod, Pierre Troisgros, Jean Routier, Henri Callot, Pierre Falize, Pierre Prunier, círculo que funciona hasta los años 1950.
Ilustrador reconocido, Édouard Chimot lo llama para colaborar con la Maison Devambez en los años 1920 : ilustra obras de Honoré de Balzac, Anatole France, Pierre Loti y René Boylesve.
Brissaud conoce el éxito : sus dibujos gustan en las revistas de moda extranjeras y publica a menudo desde 1925 en las portadas de Vogue, House & Garden, Fortune, Vanity Fair, Monsieur o L'Illustration.